# Polen i olympiska sommarspelen 1996
Polen deltog i de olympiska sommarspelen 1996 med en trupp bestående av 165 deltagare, och landet tog totalt 17 medaljer.

## Boxning
Lätt weltervikt
- Jacek Bielski
  - Första omgången — Besegrade Luis Deines Pérez (Puerto Rico), 18-2
  - Andra omgången — Förlorade mot Mohamed Alalou (Algeriet), 8-19

Lätt mellanvikt
- Jozef Gilewski
  - Första omgången — Förlorade mot Alfredo Duvergel (Kuba), 2-10

Mellanvikt
- Tomasz Borowski
  - Första omgången — Besegrade Mohamed Mosbahi (Marocko), 9-6
  - Andra omgången — Besegrade Hirokuni Moto (Japan), 11-6
  - Kvartsfinal — Förlorade mot Malik Beyleroğlu (Turkiet), 12-16

Tungvikt
- Wojciech Bartnik
  - Första omgången — Besegrade Lakha Singh (Indien), 14-2
  - Andra omgången — Förlorade mot Georgi Kandelaki (Georgien), 1-6

## Bågskytte
Damernas individuella
- Joanna Nowicka → Åttondelsfinal, 11:e plats (2-1)
- Katarzyna Klata → Sextondelsfinal, 25:e plats (1-1)
- Iwona Dzięcioł → 32-delsfinal, 33:e plats (0-1)

Herrarnas individuella
- Paweł Szymczak → Sextondelsfinal, 29:e plats (1-1)

Damernas lagtävling
- Nowicka, Klata och Dzięcioł → Bronsmatch →  Brons (3-1)

## Cykling

### Landsväg
Herrarnas tempolopp
- Dariusz Baranowski
  - Final — 1:07:08 (→ 9:e plats)

- Tomasz Brozyna
  - Final — 1:09:48 (→ 22:a plats)

### Mountainbike
Herrarnas terränglopp
- Marek Galinski
  - Final — 2:45:54 (→ 29:e plats)

- Slawomir Barul
  - Final — 2:53:56 (→ 36:e plats)

## Friidrott
Herrarnas 4 x 400 meter stafett
- Piotr Rysiukiewicz, Tomasz Jędrusik, Piotr Haczek och Robert Mackowiak
  - Heat — 3:01,92
  - Semifinal — 3:02,29
  - Final — 3:00,96 (→ 6:e plats)

Herrarnas 400 meter häck
- Pawel Januszewski
  - Heat — 49,63s (→ gick inte vidare)

Herrarnas maraton
- Leszek Beblo — 2:17,04 (→ 17:e plats)

- Grzegorz Gajdus — 2:23,41 (→ 61:a plats)

Herrarnas 50 kilometer gång
- Robert Korzeniowski — 3:43,30 (→  Guld)

Herrarnas tiokamp
- Sebastian Chmara
  - Resultat — 8249 poäng (→ 15:e plats)

Herrarnas släggkastning
- Szymon Ziółkowski
  - Kval — 77,64m
  - Final — 76,64m (→ 10:e plats)

Damernas 1 500 meter
- Anna Brzezińska
  - Heat — 4:11,06
  - Semifinal — 4:07,17
  - Final — 4:08,27 (→ 12:e plats)

Damernas längdhopp
- Agata Karczmarek
  - Kval — 6,70m
  - Final — 6,90m (→ 6:e plats)

Damernas diskuskastning
- Renata Katewicz
  - Kval — 58,24m (→ gick inte vidare)

Damernas sjukamp
- Urszula Wlodarczyk
  - Resultat — 6484 poäng (→ 4:e plats)

Damernas maraton
- Małgorzata Sobańska — 2:31,52 (→ 11:e plats)

- Aniela Nikiel — 2:36,44 (→ 29:e plats)

- Kamila Gradus — fullföljde inte (→ ingen notering)

Damernas 10 kilometer gång
- Katarzyna Radtke — 43:05 (→ 7:e plats)

## Fäktning
Herrarnas florett
- Ryszard Sobczak
- Piotr Kiełpikowski
- Adam Krzesiński

Herrarnas florett, lag
- Adam Krzesiński, Piotr Kiełpikowski, Ryszard Sobczak, Jarosław Rodzewicz

Herrarnas sabel
- Rafał Sznajder
- Norbert Jaskot
- Janusz Olech

Herrarnas sabel, lag
- Janusz Olech, Norbert Jaskot, Rafał Sznajder

Damernas florett
- Anna Rybicka
- Barbara Wolnicka-Szewczyk
- Katarzyna Felusiak

Damernas florett, lag
- Anna Rybicka, Barbara Wolnicka-Szewczyk, Katarzyna Felusiak

Damernas värja
- Joanna Jakimiuk

## Modern femkamp
Herrar
- Igor Warabida — 5452 poäng (→ 5:e plats)
- Maciej Czyżowicz — 5021 poäng (→ 27:e plats)

## Ridsport
| Ryttare                                                             | Häst                       | Gren                    | Dressyr | Dressyr   | Terräng | Terräng   | Hoppning | Hoppning  | Hoppning         | Hoppning         | Totalt           | Totalt           |
| Ryttare                                                             | Häst                       | Gren                    | Dressyr | Dressyr   | Terräng | Terräng   | Kval     | Kval      | Final            | Final            | Totalt           | Totalt           |
| Ryttare                                                             | Häst                       | Gren                    | Straff  | Placering | Straff  | Placering | Straff   | Placering | Straff           | Placering        | Straff           | Placering        |
| ------------------------------------------------------------------- | -------------------------- | ----------------------- | ------- | --------- | ------- | --------- | -------- | --------- | ---------------- | ---------------- | ---------------- | ---------------- |
| Piotr Piasecki                                                      | Lady Nałęczowianka         | Individuell fälttävlan  | 62,8    | 27        | DQ      | DQ        | DNS      | DNS       | Gick inte vidare | Gick inte vidare | Gick inte vidare | Gick inte vidare |
| Bogusław Jarecki Rafał Chojnowski Artur Społowicz Bogusław Owczarek | Polisa Viva 5 Hazard Askar | Lagtävling i fälttävlan | i.u.    | i.u.      | i.u.    | i.u.      | i.u.     | i.u.      | i.u.             | i.u.             | 2197,95          | 16               |

## Rodd
Herrar
| Idrottare                                                                 | Gren                    | Heat    | Heat      | Återkval | Återkval  | Semifinal | Semifinal | Final   | Final     | Final |
| Idrottare                                                                 | Gren                    | Tid     | Placering | Tid      | Placering | Tid       | Placering | Tid     | Placering |       |
| ------------------------------------------------------------------------- | ----------------------- | ------- | --------- | -------- | --------- | --------- | --------- | ------- | --------- | ----- |
| Kajetan Broniewski Adam Korol                                             | Tvåa utan styrman       | 6:48,13 | 2 R       | 6:53,21  | 3 FC      | BYE       | BYE       | 6:40,62 | 13        |       |
| Jarosław Nowicki Przemysław Lewandowski Marek Kolbowicz Piotr Bujnarowski | Scullerfyra             | 6:52,62 | 5 R       | 5:51,15  | 1 SA/B    | 6:11,62   | 6 FB      | 5:55,10 | 9         |       |
| Jacek Streich Wojciech Jankowski Piotr Olszewski Piotr Basta              | Fyra utan styrman       | 6:19,15 | 3 SA/B    | BYE      | BYE       | 6:16,65   | 4 FB      | 6:00,57 | 12        |       |
| Robert Sycz Grzegorz Wdowiak                                              | Lättvikts-dubbelsculler | 6:54,68 | 3 R       | 6:24,19  | 2 SA/B    | 6:39,56   | 6 FB      | 6:24,95 | 7         |       |

## Tennis
| Spelare              | Gren      | Omgång 1                                | Omgång 2          | Åttondelsfinaler  | Kvartsfinaler     | Semifinaler       | Final / BM        | Final / BM       |
| Spelare              | Gren      | Motståndare Poäng                       | Motståndare Poäng | Motståndare Poäng | Motståndare Poäng | Motståndare Poäng | Motståndare Poäng | Placering        |
| -------------------- | --------- | --------------------------------------- | ----------------- | ----------------- | ----------------- | ----------------- | ----------------- | ---------------- |
| Magdalena Grzybowska | Damsingel | Virginia Ruano-Pascual (ESP) L 4–6, 2–6 | Gick inte vidare  | Gick inte vidare  | Gick inte vidare  | Gick inte vidare  | Gick inte vidare  | Gick inte vidare |
| Aleksandra Olsza     | Damsingel | Virag Csurgo (HUN) L 2–6, 5–7           | Gick inte vidare  | Gick inte vidare  | Gick inte vidare  | Gick inte vidare  | Gick inte vidare  | Gick inte vidare |